# 아카사카 (도쿄도)

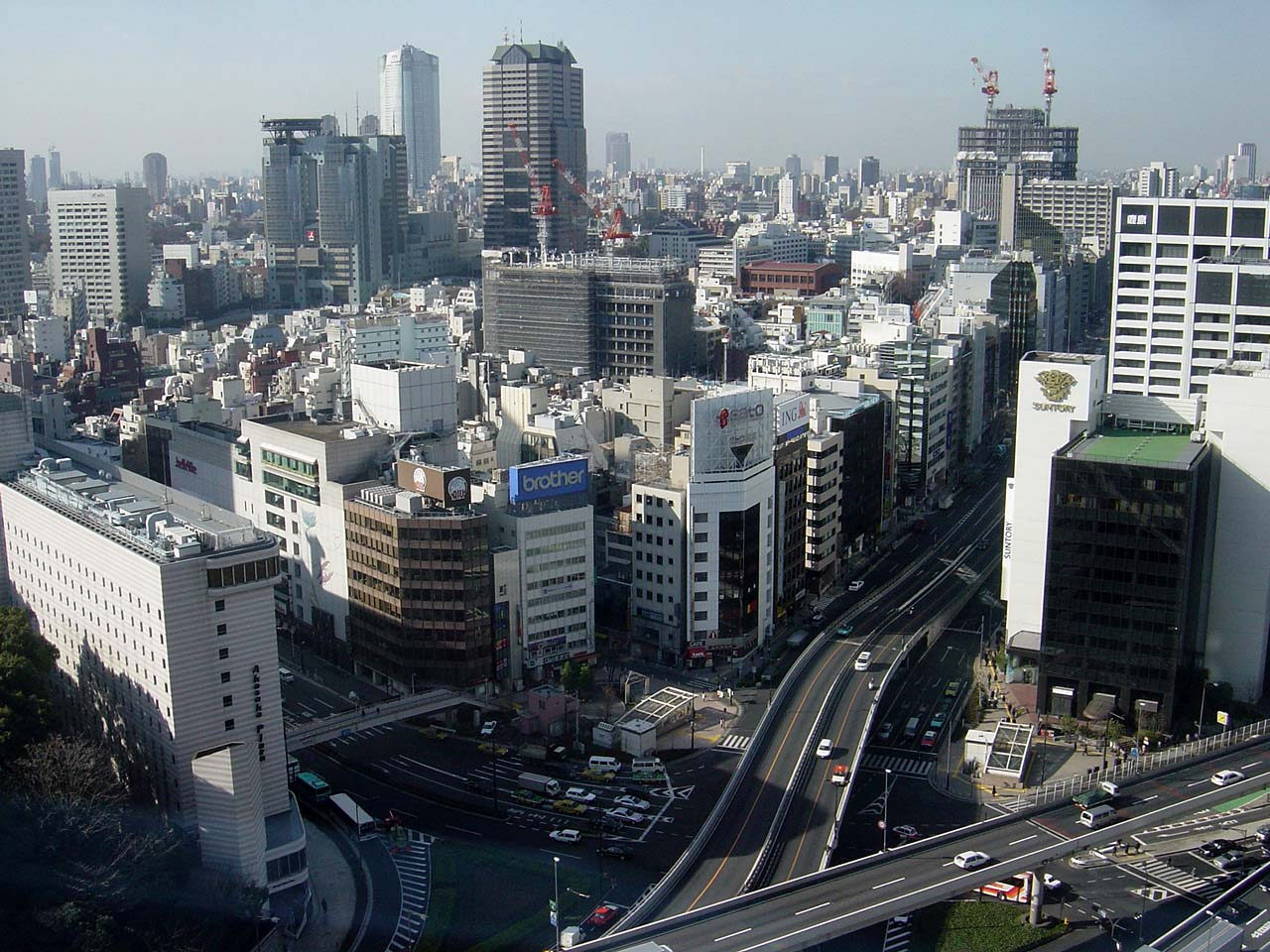
아카사카

아카사카(일본어: 赤坂)는 일본 도쿄도 미나토구에 있는 지명이다. 일본 국회의사당과 총리대사관저, 영빈관 등이 있으며, 번화가가 형성되어 있다.